# Ivan Zeller
Ivan Zeller (ur. w 1970) – szwajcarski snowboardzista. Nie startował na igrzyskach olimpijskich. Zajął 8. miejsce w halfpipe’ie na mistrzostwach w Lienzu. Najlepsze wyniki w Pucharze Świata osiągnął w sezonie 1994/1995, kiedy to zajął 3. miejsce w klasyfikacji halfpipe’a.
W 1996 r. zakończył karierę.

## Sukcesy

### Mistrzostwa Świata
| Miejsce | Dzień       | Rok  | Miejscowość | Konkurencja | Zwycięzca   |
| ------- | ----------- | ---- | ----------- | ----------- | ----------- |
| 8.      | 24 stycznia | 1996 | Lienz       | Halfpipe    | Ross Powers |

### Puchar Świata

#### Miejsca w klasyfikacji halfpipe’a
- 1994/1995 - 3.
- 1995/1996 - 8.

#### Miejsca na podium
1. Mount Bachelor – 10 lutego 1995 (Halfpipe) - 3. miejsce
2. Breckenridge – 16 lutego 1995 (Halfpipe) - 3. miejsce
3. San Candido – 20 stycznia 1995 (Halfpipe) - 2. miejsce